# L'eletto
L'eletto è un romanzo dello scrittore tedesco Thomas Mann, pubblicato la prima volta nel 1951.
Il romanzo è basato sul poema in versi Gregorius di Hartmann von Aue (XII secolo). È una versione fantastica della vita di papa Gregorio I, ispirata al mito di Edipo.

## Trama

### Sibilla e Wiligis
Il duca di Fiandra e Artois non riesce ad avere figli. Dopo molte suppliche a Dio, la moglie del duca rimane incinta e partorisce due gemelli, ma muore poco dopo averli messi alla luce. I gemelli vengono chiamati Sibilla e Wiligis, sono molto simili l'uno all'altro sia nelle doti fisiche che intellettuali, e crescono nella corte ducale rimanendo sempre molto uniti. 
La morte del duca arriva quando i gemelli hanno 17 anni. Wiligis è proclamato nuovo duca, ma la stessa notte seduce sua sorella: i gemelli diventano così amanti.
Sibilla rimane incinta, e Wiligis chiede aiuto a Messer Eisengrein, suo maestro di cavalleria. Questi arriva alla corte e, dopo aver capito la situazione, spinge i gemelli a decisioni drastiche.
Wiligis abbandona il ducato e parte per le crociate. Sibilla va a partorire nel castello di Eisengrein. Dopo il parto il bambino viene messo in una botte ben protetta insieme ad una lettera di spiegazioni anonima e a due pani di monete d'oro. La botte viene fissata ad una barca e questa spinta nel mare.
Sibilla torna alla corte in cui diventa duchessa e, dopo poco tempo, riceve la notizia della morte di Wiligis. Si propone di non sposare nessun uomo.

### Gregorio nell'isola
La barca con il bambino viene sospinta dal mare in una isoletta della Manica. Due pescatori la trovano e consegnano la botte all'abate del monastero dell'isola (Il Chiostro). Questi scopre il bambino, legge la lettera e trova le monete d'oro. Affida quindi il bambino ad uno dei pescatori, e nel battezzarlo gli mette il suo stesso nome, Gregorio. Quando compie sei anni il bambino entra a vivere nel Chiostro ed inizia gli studi con molto successo.
All'età di 17 anni Gregorio, dopo una lite con uno dei figli del pescatore che lo aveva adottato, suo fratello di latte, viene a conoscere la sua condizione di trovatello. Decide quindi di abbandonare il Chiostro per diventare cavaliere e trovare la sua famiglia di origine. L'abate gli consegna le monete d'oro e la lettera contenute nella botte, e lo fa partire.

### La corte di Bruggia
La barca che porta Gregorio viene spinta dal mare nel porto di Bruggia (Bruges). La città è retta dalla duchessa Sibilla che è in guerra con un suo spasimante respinto, Roger re di Borgogna. La città è sotto assedio, e tutti i cavalieri della duchessa sono stati sempre sconfitti in duello da Roger. Gregorio si offre di combattere per la duchessa e, nonostante la giovane età, riesce a imprigionare il re Roger che è costretto ad accettare la pace. 
Sibilla chiede a Gregorio di diventare suo marito e questi accetta. Dal matrimonio nascono due figlie.
Durante un'assenza di Gregorio, Sibilla scopre tra le sue carte nascoste la lettera che lei stessa aveva messo nella botte. Al ritorno del marito, gli confessa tutto.
Gregorio decide quindi di abbandonare la corte e di andare in giro per il mondo a far penitenza. Sibilla rinuncia ad essere duchessa e va a vivere poveramente, dedicandosi unicamente ad opere di carità.

### Lo Scoglio
Gregorio nel suo girovagare chiede asilo ad un pescatore che lo accoglie ma lo tratta con estrema durezza. Gregorio chiede di indicargli un posto in cui far penitenza; il pescatore lo porta su una piccola isola disabitata (lo Scoglio), lo lega con catene di ferro, butta nel lago la chiave delle catene e lo abbandona. Gregorio riesce a sopravvivere; il dimagrimento del suo corpo gli permette di liberarsi dalle catene. La sua permanenza sullo scoglio dura diciassette anni.

### La sede vacante
A Roma, dopo la morte dell'ultimo papa (Pelagio II), non si riesce ad eleggere il successore. Dopo diversi mesi di attesa Probo, un illustre cittadino molto religioso e Liberio, cardinale di Sant'Anastasia, fanno lo stesso sogno. Un agnello li invita a ricercare il nuovo papa che si chiama Gregorio e che vive da diciassette anni su uno scoglio. I due partono e, dopo diverse settimane di viaggio, arrivano per caso nella casa del pescatore. Questi vuole cucinare un grosso pesce appena pescato ma, aprendogli la pancia, scopre la chiave che usò per imprigionare Gregorio e buttò nel lago. Impressionato da questo ritrovamento, il pescatore confessa tutto, e accompagna Probo e Liberio sullo scoglio. Gregorio viene ritrovato e portato a riva e, successivamente, condotto a Roma dove è nominato papa.

### Il ritrovamento
Sibilla, nonostante la vita di sofferenze, sente di non aver scontato tutti i suoi peccati. Le giunge notizia che a Roma è stato eletto un nuovo papa consolatore di peccatori e pronto ad elargire il perdono. Sibilla parte per Roma e riesce a farsi ricevere dal pontefice. Durante il colloquio Gregorio e Sibilla si riconoscono. Come finale lieto, Sibilla rimane a Roma entrando in un convento di suore e Gregorio continua a fare il papa, tra molta stima ed approvazione dei cristiani.

## Il mito
Il mito principale su cui è basato il libro è quello di Edipo. Nell'introduzione al romanzo Mann presenta diverse varianti del mito applicate a persone come Giuda Iscariota o il papa Gregorio I. Il mito del figlio che sposa la madre e prende il posto del padre si intreccia con quello della Fossa (o dello Scoglio), molto caro a Thomas Mann. Una persona pecca fortemente, spesso per superbia. Gli eventi lo puniscono e viene rinchiuso in una fossa o in una prigione. Dopo il pentimento Dio lo riporta alla vita normale e lo ricompensa delle umiliazioni subite. Lo stesso mito è presente nel romanzo Giuseppe e i suoi fratelli.

## Lo stile
L'eletto, che tratta argomenti molto tragici, ha uno stile allegro, ironico e leggero che rappresenta il fascino più grande dell'opera.
Il romanzo ha un narratore, Clemente, monaco irlandese, che nell'abbazia svizzera di San Gallo scrive la storia. Questo permette a Thomas Mann di inserire una serie di commenti spiritosi sui fatti descritti. Clemente si professa molto rispettoso sia dell'autorità religiosa sia di quella civile, ma non perde occasione per lanciare una serie di critiche ai potenti. L'ironia non è mai graffiante ma sempre molto simpatica, riuscendo ad inserirsi anche nei momenti più delicati, tant'è vero che le battute sui comportamenti e sulle debolezze dei protagonisti sono numerose.
Un'altra caratteristica tipica di Thomas Mann è quella di descrivere a tutto tondo i protagonisti, sia maggiori che minori, sempre senza retorica, ma mostrandone soprattutto i difetti e le aspirazioni. Ogni personaggio, pur se compare in una sola pagina, è caratterizzato in modo indimenticabile.

## I luoghi, i tempi, le lingue
Thomas Mann gioca con i luoghi, i tempi e le lingue. In tutta la prima parte, il modo di vita e le lingue parlate (francese e tedesco medievale) richiamano il Belgio del XII secolo. Nei capitoli della sede vacante del papato, i nomi delle persone e le descrizione degli ambienti invitano a pensare alla Roma del VI secolo, il vero periodo di vita di papa Gregorio I.
Alcune frasi usate nella prima parte del romanzo (normalmente le più spiritose), sono scritte in un misto di francese e tedesco con influssi di inglese. Questo modo di giocare con le lingue è stato usato da Thomas Mann nel romanzo Giuseppe e i suoi fratelli e da Umberto Eco ne Il nome della rosa.

## Edizioni
- L'eletto, trad. di Bruno Arzeni, Mondadori, Milano, 1952